# 相對權
相對權為能請求特定人作為或不作為的權利，並可請求該特定人不得侵害其權利，和能對抗不特定的一般人的絕對權不同，又稱對人權。而債權為典型的相對權。

## 外部連結
- 相對權 （页面存档备份，存于）